# Istenszülő elhunyta Nagyboldogasszony-székesegyház (Budapest)
Az Istenszülő elhunyta Nagyboldogasszony-székesegyház orosz ortodox széktemplom Budapesten, az V. kerületben. A világörökségi Duna-parti látkép része. Jelenleg két plébánia van a székesegyházban: a magyar Nagyboldogasszony plébánia, amely az új naptár szerint szolgál, és az orosz Szentháromság plébánia, amely a Julián-naptárat szolgálja.

## Története
A 18. század folyamán sok görög kereskedő telepedett le Pesten, akik eleinte a mai Szerb utcában levő Szent György szerb templombot használták, de később anyagi és számbeli gyarapodásuk megengedte, hogy saját templomot építsenek: a piaristáktól megvásárolt Duna-parti telken Jung József tervei alapján 1791 és 1801 között épülhetett fel az Istenszülő elhunyta (Nagyboldogasszony) templom. 1809 körül készült el az ikonosztáz, mely Talidorosz egri fafaragó, és Kuchelmeister bécsi festő munkája.
A templom jelenleg is látható homlokzati kialakítása 1873-ban Ybl Miklós tervei szerint készült. Két tornya közül az egyik 1945-ben Budapest ostroma alatt omlott le, 2008-ban építették újjá. A romos templom homlokzatát 1953-ban tatarozták. A belső restaurálás 1991–1996 között zajlott.
A patinás műemlékben az istentisztelet nyelve egészen 1949-ig kizárólag a görög volt, bár már a hívők szinte teljesen elmagyarosodtak, ezért a hivatalos neve „görög alapítású Magyar Ortodox Egyházközség” lett, mígnem 1951-ben Rákosi Mátyás utasítására az Állami Egyházügyi Hivatal új tulajdonost nevezett meg, nevezetesen a Moszkvai Patriarchátust. A magyarországi görögök számára szimbólum az őseik (Sinas, Haris, Takadzis és Lyka családok adományai) által emelt Petőfi téri templom, ezért a Konstantinápolyi Egyetemes Patriarchátus Magyarországi Orthodox Exarchátusa több ízben próbálta a templomukat és a hozzátartozó jelentős ingatlanaikat visszakapni, ezidáig sikertelenül.
A 2010-es években magyar, görög és óegyházi szláv nyelven folynak az istentiszteletek.

## Galéria

A Petőfi tér 1890 körül
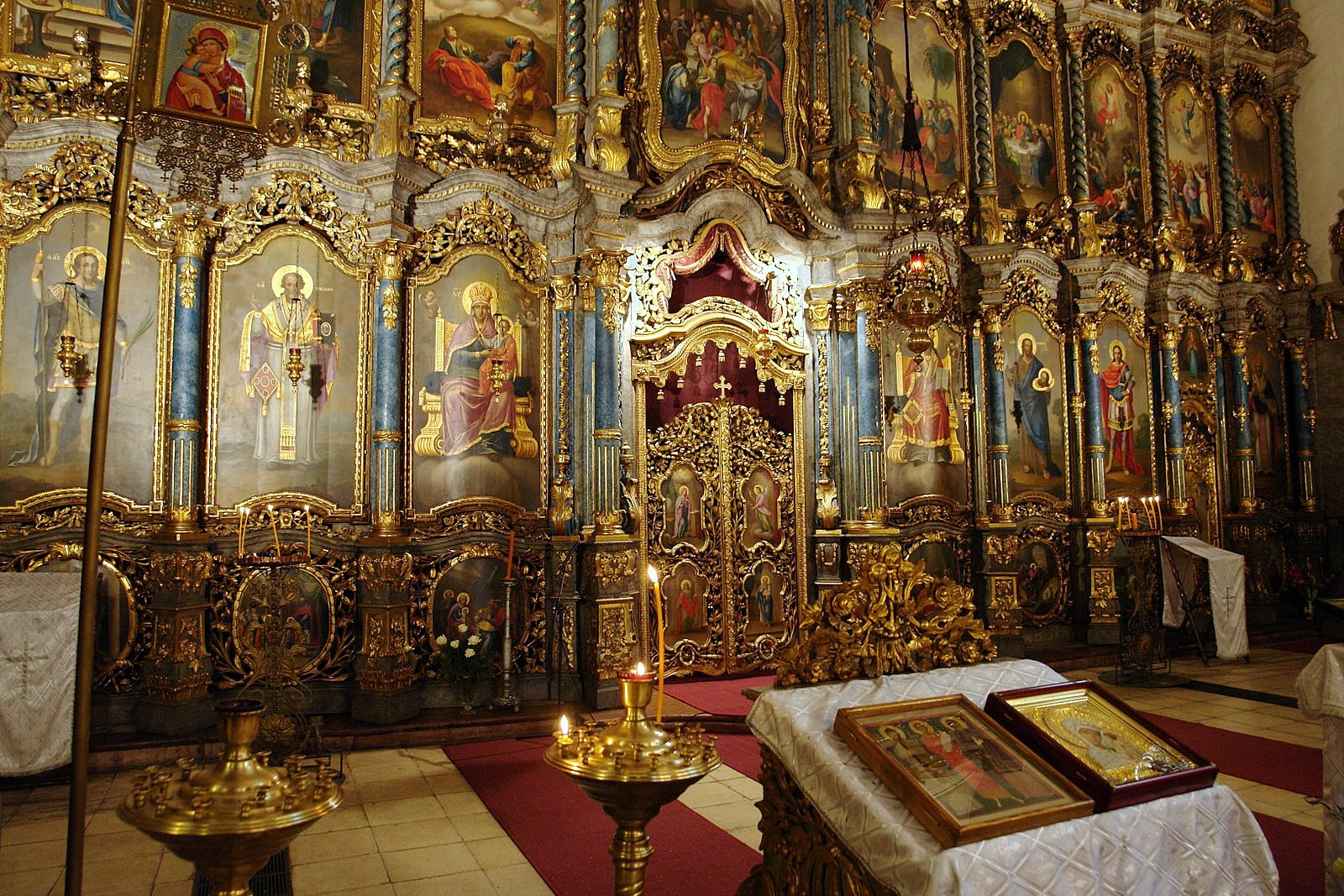
Az 1809 körül készült ikonosztáz részlete
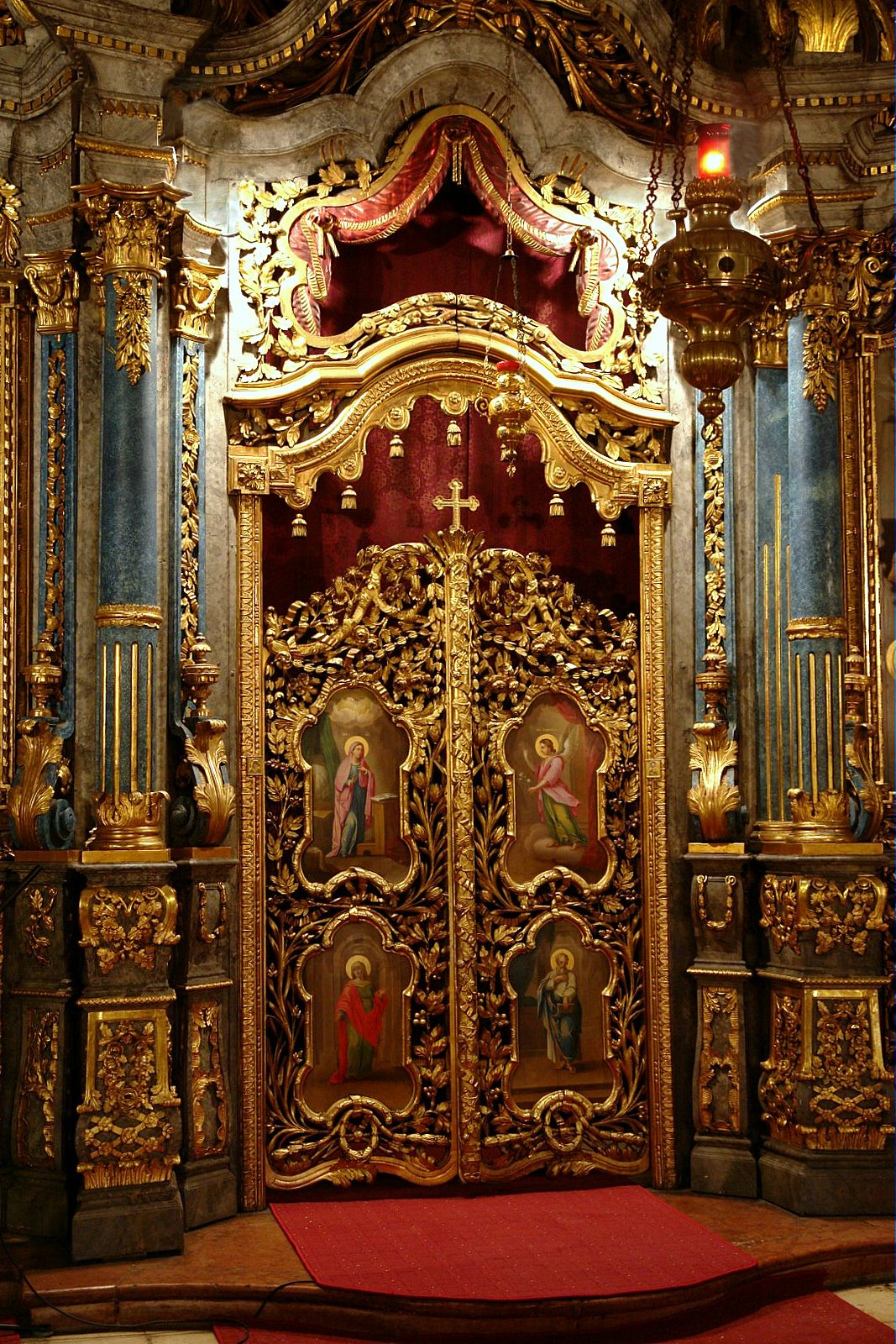
Ikonosztáz részlete
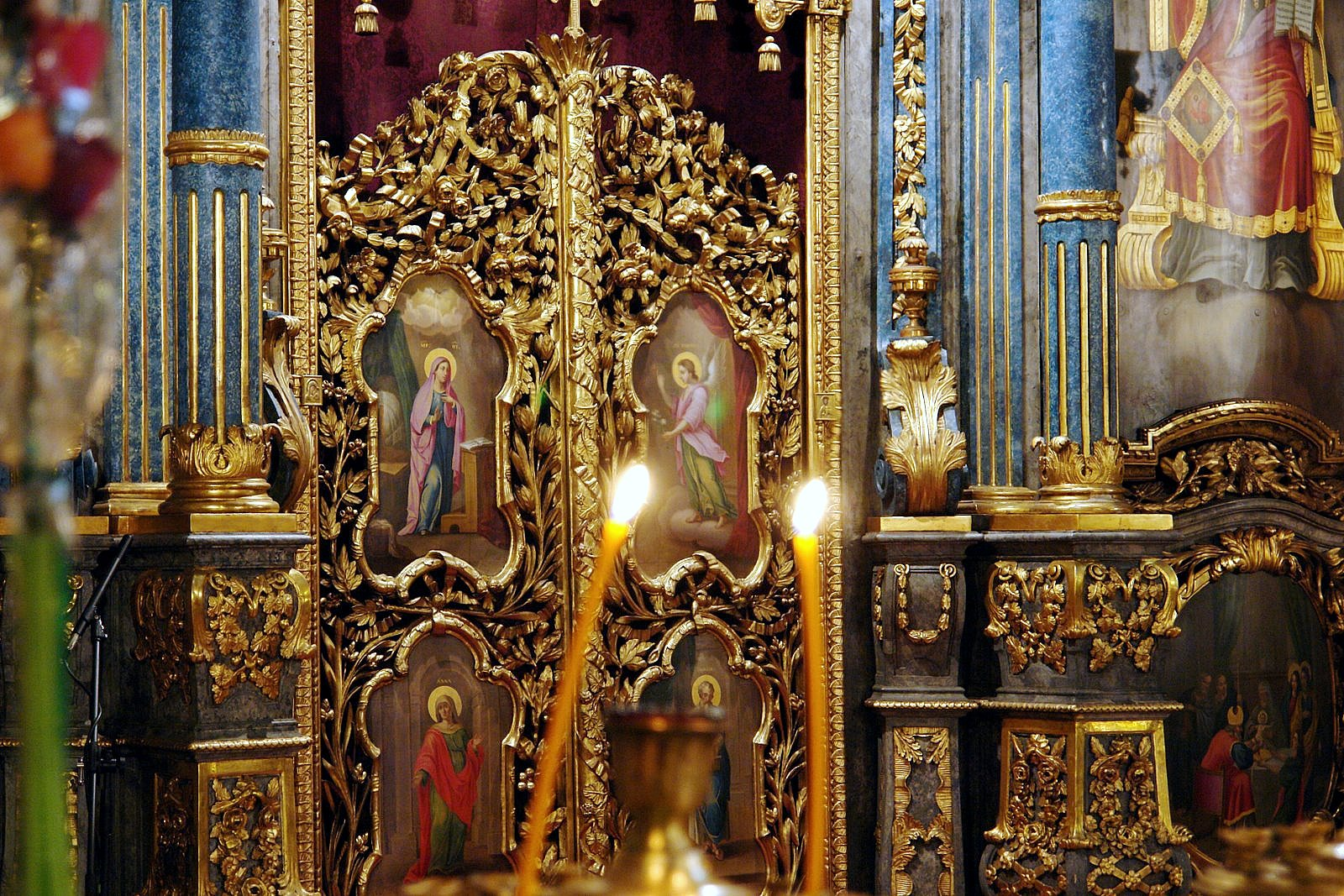
Ikonosztáz részlete
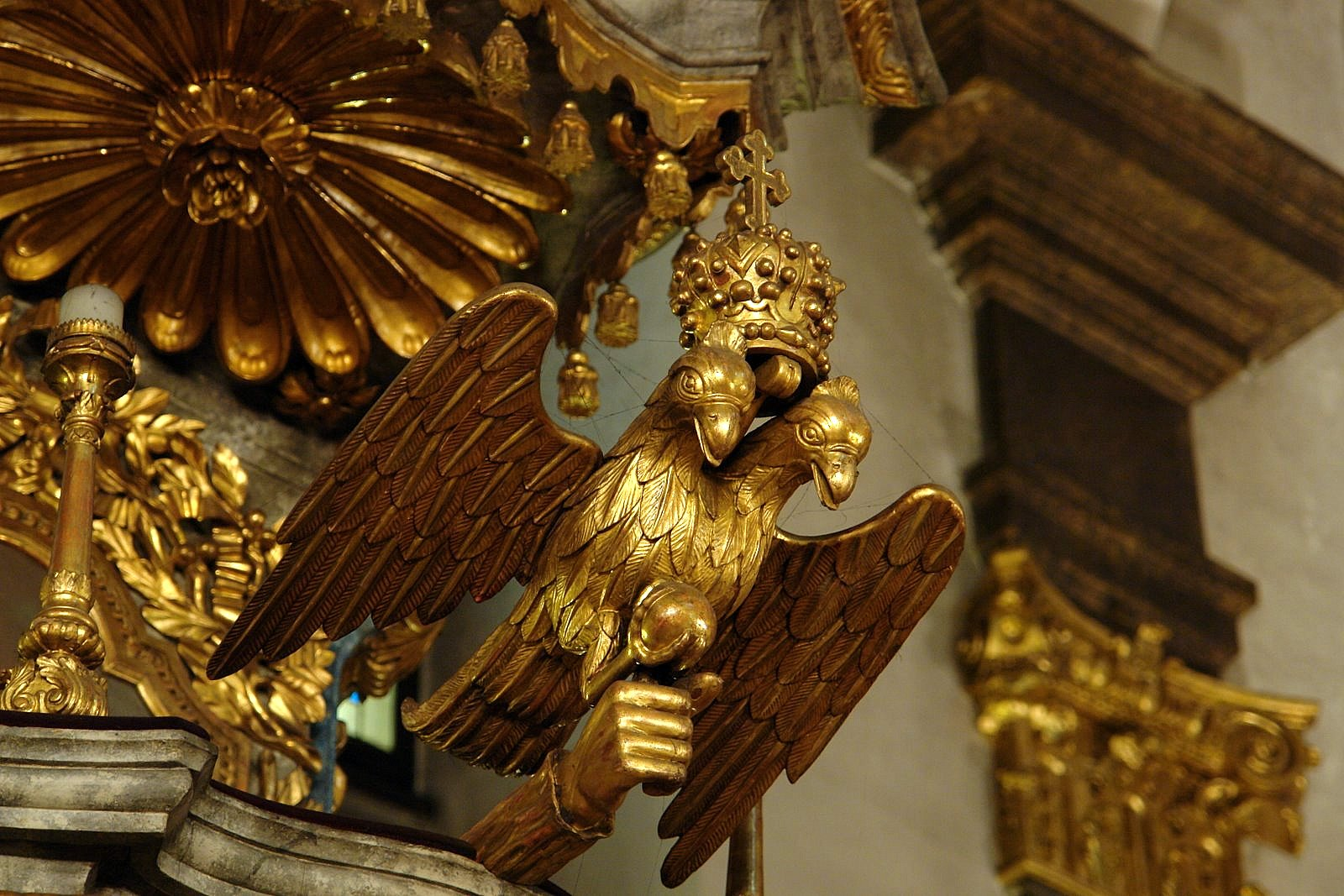
Szószék részlete
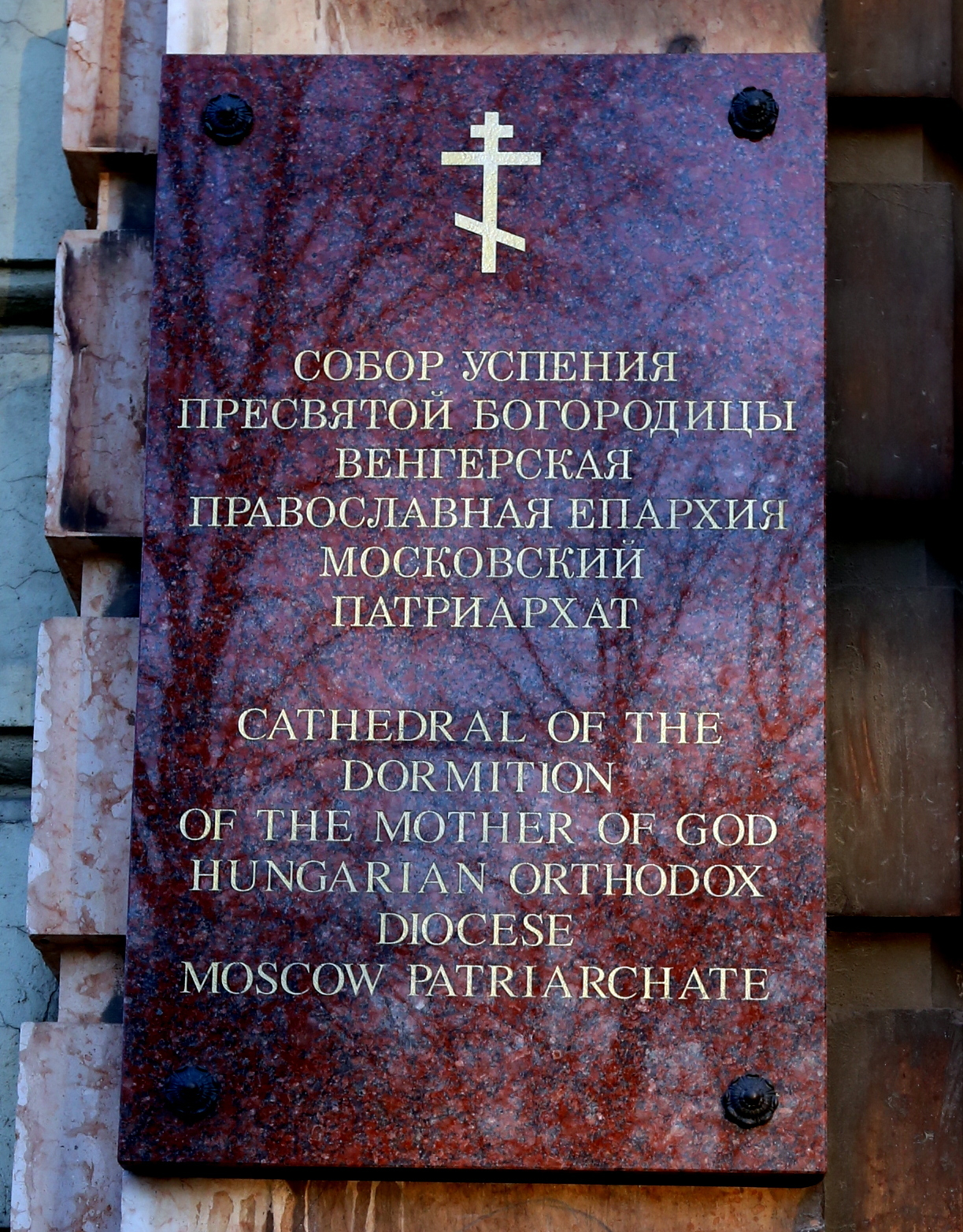
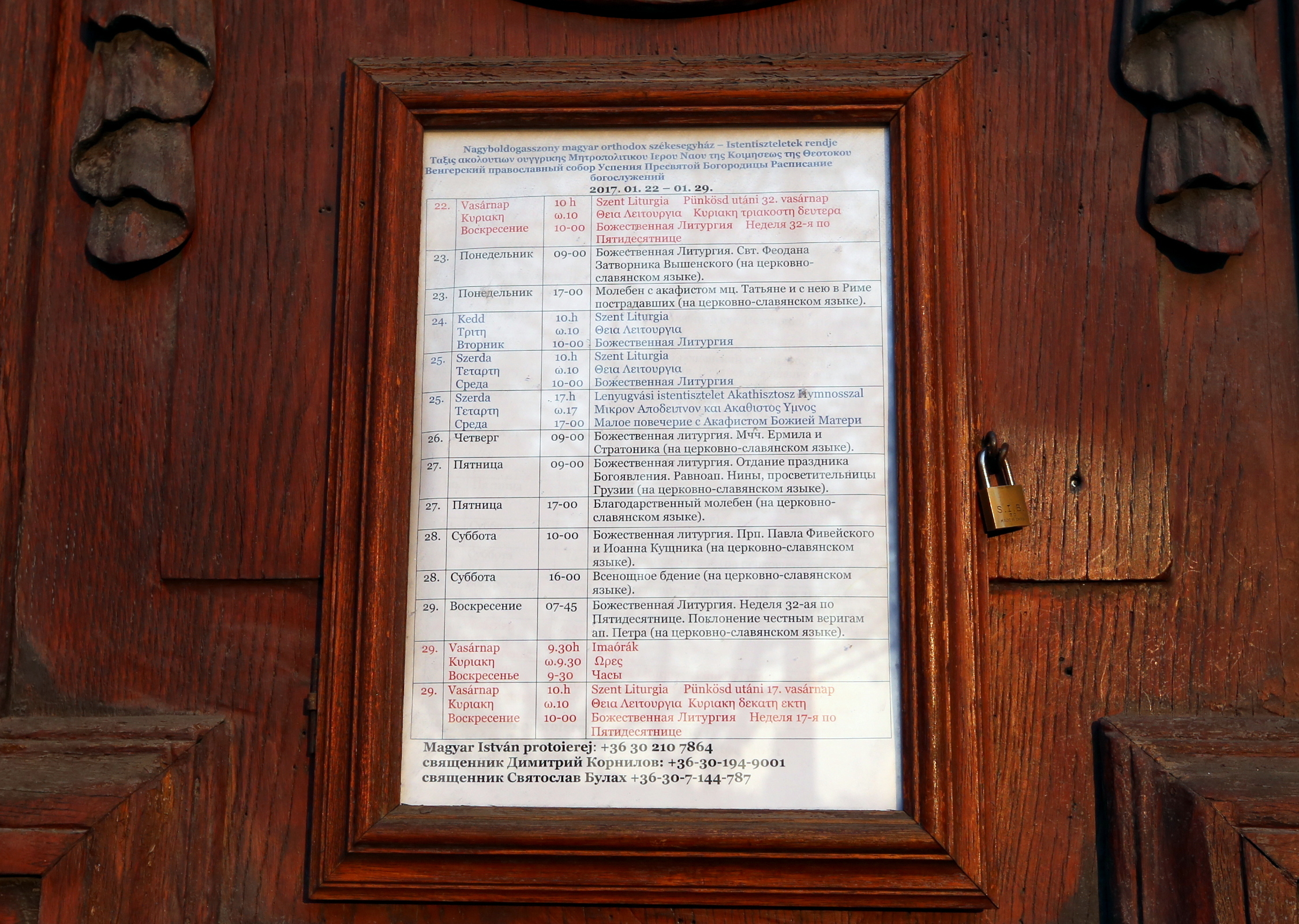
Hirdetőtábla
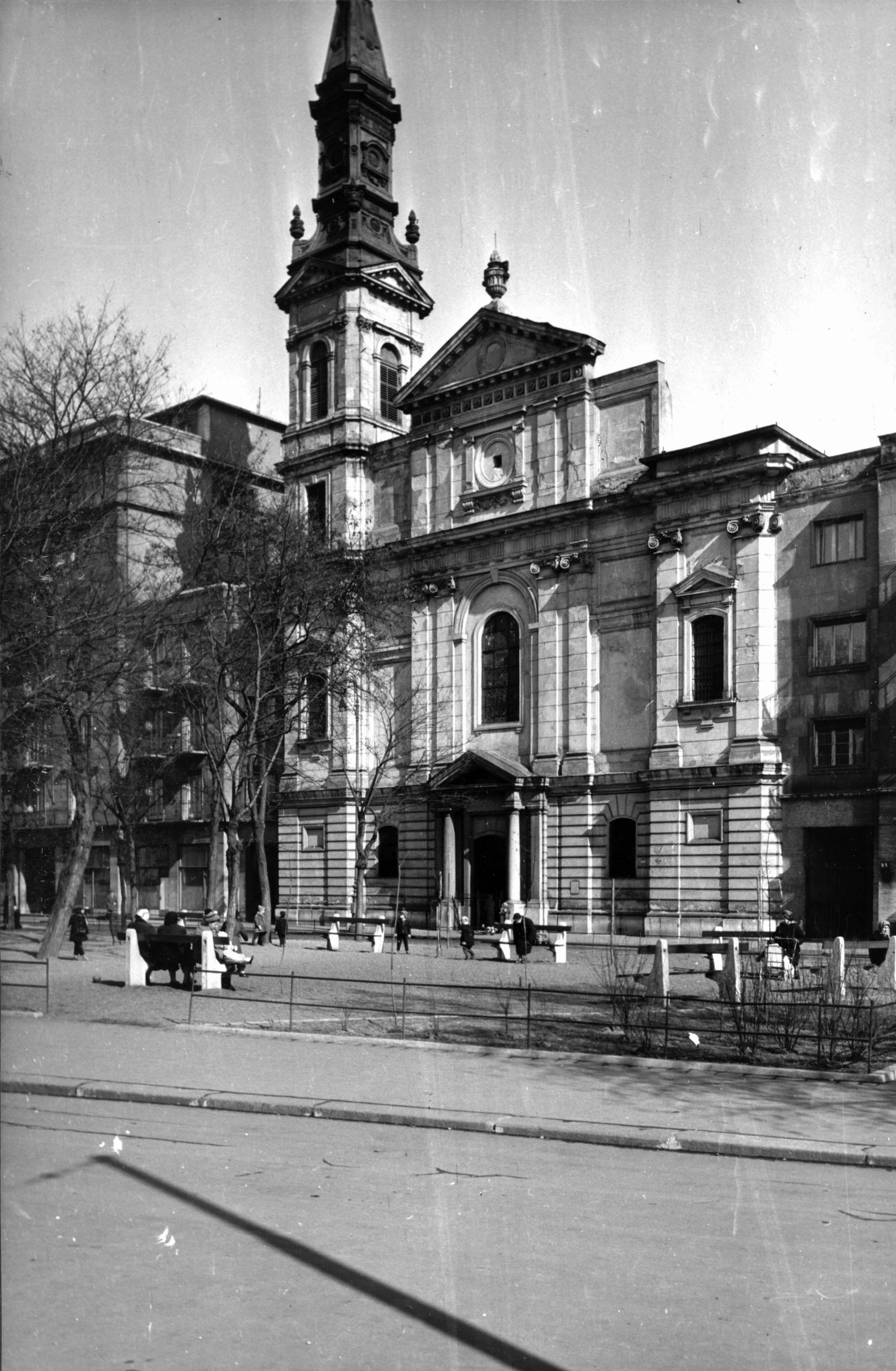
A templom 1961-ben a háborúban leomlott déli toronnyal
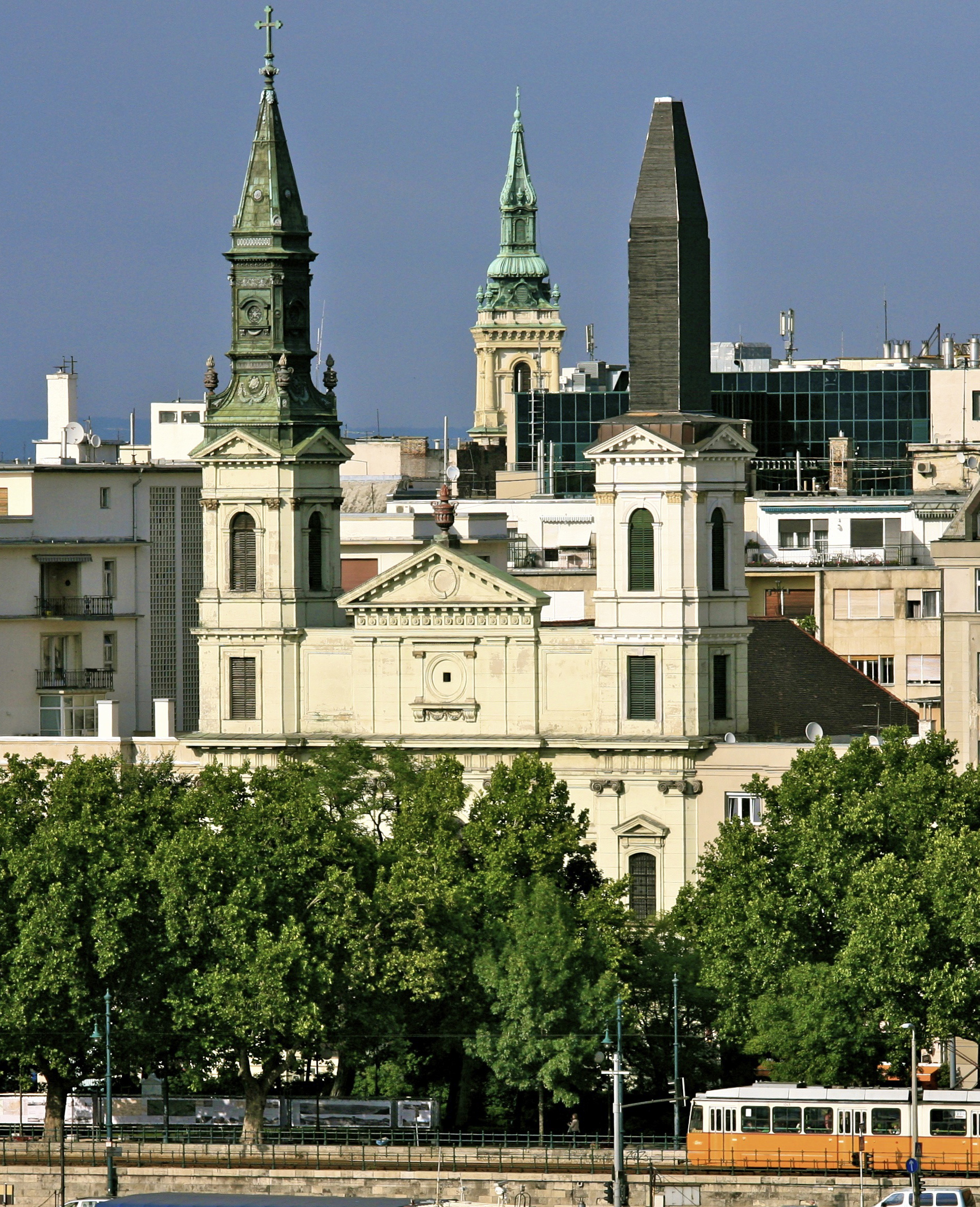
A déli torony a jelképes sisakkal (2010–2019)